# Arrondissement Avignon
Das Arrondissement Avignon ist eine Verwaltungseinheit im französischen Département Vaucluse innerhalb der Region Provence-Alpes-Côte d’Azur. Verwaltungssitz (Präfektur) ist Avignon.
Im Arrondissement liegen 16 Gemeinden, die sich seit einer Neugliederung 2015 auf acht Wahlkreise (Kantone) aufteilen.

## Wahlkreise
- Kanton Avignon-1
- Kanton Avignon-2
- Kanton Avignon-3
- Kanton Cavaillon (mit 1 von 2 Gemeinden)
- Kanton L’Isle-sur-la-Sorgue
- Kanton Monteux (mit 1 von 7 Gemeinden)
- Kanton Le Pontet
- Kanton Sorgues (mit 2 von 5 Gemeinden)

## Gemeinden
Die Gemeinden des Arrondissements Avignon sind:
| 1. Avignon (84007)                  | 2. Bédarrides (84016)           | 3. Caumont-sur-Durance (84034)   | 4. Châteauneuf-de-Gadagne (84036)      |
| 5. Entraigues-sur-la-Sorgue (84043) | 6. Fontaine-de-Vaucluse (84139) | 7. Jonquerettes (84055)          | 8. L’Isle-sur-la-Sorgue (84054)        |
| 9. Le Pontet (84092)                | 10. Le Thor (84132)             | 11. Morières-lès-Avignon (84081) | 12. Saint-Saturnin-lès-Avignon (84119) |
| 13. Saumane-de-Vaucluse (84124)     | 14. Sorgues (84129)             | 15. Vedène (84141)               | 16. Velleron (84142)                   |

## Neuordnung der Arrondissements 2017

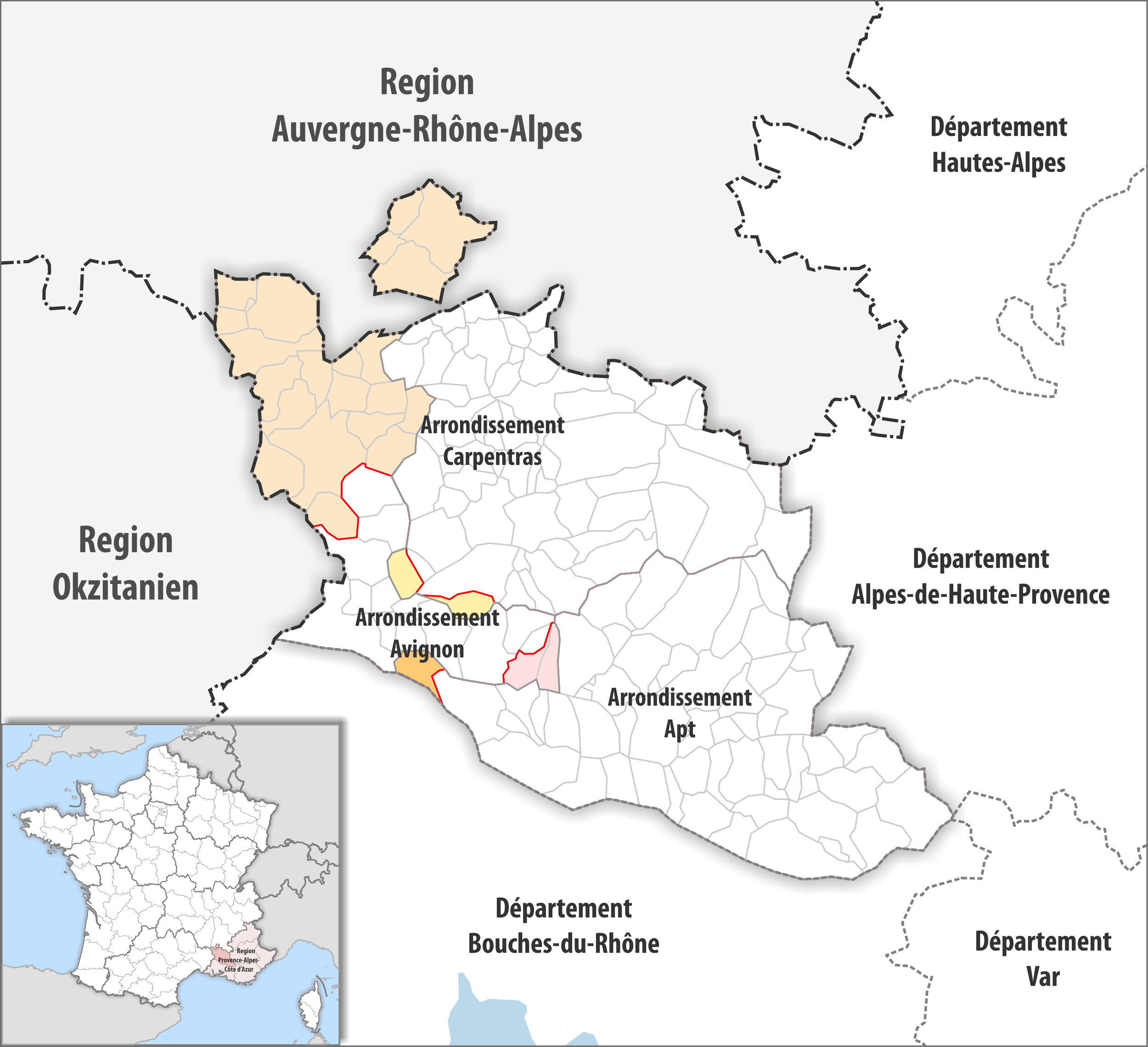
Arrondissementsanpassungen im Jahr 2017

Durch die Neuordnung der Arrondissements im Jahr 2017 wurde aus dem Arrondissement Avignon die Fläche der 21 Gemeinden Bollène, Caderousse, Camaret-sur-Aigues, Châteauneuf-du-Pape, Grillon, Jonquières, Lagarde-Paréol, Lamotte-du-Rhône, Lapalud, Mondragon, Mornas, Orange, Piolenc, Richerenches, Sainte-Cécile-les-Vignes, Sérignan-du-Comtat, Travaillan, Uchaux, Valréas, Violès und Visan dem Arrondissement Carpentras sowie die Fläche der 2 Gemeinden Cabrières-d’Avignon und Lagnes dem Arrondissement Apt zugewiesen.
Dafür wechselte vom Arrondissement Carpentras die Fläche der zwei Gemeinden Entraigues-sur-la-Sorgue und Velleron und vom Arrondissement Apt die Fläche der Gemeinde Caumont-sur-Durance zum Arrondissement Avignon.

## Weitere Neuordnungen
- Zum 12. Oktober 2021 wurde die Gemeinde Courthézon aus dem Arrondissement Avignon in das Arrondissement Carpentras übergeführt.[1]